# Vasco Esporte Clube
El Vasco Esporte Clube és un club de futbol brasiler de la ciutat d'Aracaju a l'estat de Sergipe.

## Història
El club va ser fundat el 15 d'agost de 1931, amb el nom Vasco da Gama Futebol Clube, passant a l'actual l'any 1946. Vasco guanyà el Campionat sergipano els anys 1944, 1948, 1953 i 1987.

## Palmarès
- Campionat sergipano:
  - 1944, 1948, 1953, 1987

## Estadi
El Vasco Esporte Clube disputa els seus partits a l'Estadi Lourival Baptista, anomenat Batistão. Té una capacitat per a 14.000 espectadors.